# ليكسي ألكسندر
ليكسي ألكسندر (من مواليد 23 أغسطس 1974)، ( العربية: الكسندرا ميراي )، هي مخرجة أفلام وفنانة قتالية ألمانية من أصل فلسطيني.بدأت ألكسندر دراسة فنون الدفاع عن النفس في سن الثامنة، وتخصصت في البداية في الجودو ثم انتقلت إلى رياضة الكاراتيه شوتوكان في سن الرابعة عشرة، وحصلت على الحزام الأسود من الدرجة الثالثة في الكاراتيه. انضمت إلى المنتخب الألماني للكيك بوكسينج بعد عامين فقط من ممارستها للرياضة، وفازت ببطولة ألمانيا في القتال بالنقاط أربع مرات، وبطولة أوروبا مرتين. وفي عام 1994، أصبحت بطلة العالم في الكيك بوكسينغ (قتال النقاط بالكاراتيه) في جمعية الكيك بوكسينغ العالمية (WKA) في أتلانتيك سيتي.بعد اعتزالها القتال الاحترافي في سن التاسعة عشرة، انتقلت ألكسندر إلى الولايات المتحدة بتشجيع من الممثل تشاك نوريس، حيث عملت في البداية كبديلة للممثلين في المشاهد الخطيرة (stuntwoman). ثم انتقلت إلى الإخراج، وحقق فيلمها القصير الأول جوني فلينتون (Johnny Flynton) (2002) نجاحًا كبيرًا، حيث رُشح لجائزة الأوسكار. واصلت ألكسندر مسيرتها الإخراجية بتقديم أفلام مثل Green Street Hooligans (2005)، و Punisher: War Zone (2008)، و Lifted (2010)، بالإضافة إلى إخراج حلقات من مسلسلات تلفزيونية مثل Arrow و Supergirl و S.W.A.T. و American Gothic.

## الحياة المبكرة والتعليم
وُلدت ليكسي ألكسندر باسم ألكسندرا ميراي في مدينة مانهايم بألمانيا. هي ابنة لأم ألمانية وأب فلسطيني. ترعرعت في مانهايم،  بينما وُلد والدها ونشأ في مدينة رام الله ، فلسطين.
عندما كانت ليكسي ألكسندر في سن المراهقة، كانت عضوًا في مجموعة Mannheim City Boys، وهي مجموعة مشجعي كرة قدم مثيري الشغب. وقد كانت هذه التجربة جزءًا من الإلهام لفيلمها Green Street Hooligans.

## حياة مهنية

### الفنون القتالية والأعمال البهلوانية
بدأت ليكسي ألكسندر دراسة الفنون القتالية، تحديدًا الجودو، عندما كانت في الثامنة من عمرها. وفي سن الرابعة عشرة، تحولت إلى رياضة الكاراتيه شوتوكان، وحصلت على حزام أسود من الدرجة الثالثة في الكاراتيه.
تفوقَت ليكسي ألكسندر في رياضة الكيك بوكسينغ بشكل ملحوظ، وبعد عامين فقط من بدء ممارستها، انضمت إلى الفريق الوطني الألماني. خلال مسيرتها، فازت ببطولة ألمانيا للقتال بالنقاط أربع مرات، كما أحرزت لقب البطولة الأوروبية مرتين.
في عام 1994، وفي سن التاسعة عشرة، أصبحت ليكسي ألكسندر بطلة العالم في رياضة الكاراتيه - قتال النقاط في أتلانتيك سيتي.
في سن التاسعة عشرة، اعتزلت ليكسي ألكسندر القتال الاحترافي وانتقلت إلى الولايات المتحدة. التقت ألكسندر بـتشاك نوريس في حدث للكيك بوكسينغ في الولايات المتحدة، وكانت قد لعبت سابقاً أدواراً صغيرة في التلفزيون الألماني. شجعها نوريس على القدوم إلى هوليوود للتمثيل ودراسة صناعة الأفلام، وكان أحد رعاتها للهجرة.
بمساعدة فنانة الفنون القتالية <b>بات جونسون</b> ، حصلت ليكسي ألكسندر على دور شخصية كيتانا في عرض <b>Mortal Kombat: Live Tour</b>. وفي عامي 1995 و1996، أمضت سبعة أشهر في الجولة مع العرض.

### صناعة الأفلام
ليكسي ألكسندر التمثيل في لوس أنجلوس، وذلك في مدرسة جوان بارون للتمثيل (Joanne Baron Acting Studio)، وتعلّمت تقنية مايسنر (Meisner technique) على يد مدرب التمثيل بييرو دوسا (Piero Dusa). كما أخذت دورات تدريبية في صناعة الأفلام في جامعة كاليفورنيا، لوس أنجلوسس (UCLA).
كان أول فيلم أخرجته ليكسي ألكسندر هو فيلم قصير بعنوان <b>جوني فلينتون</b> (Johnny Flynton)، والذي رُشح لجائزة الأوسكار في عام 2003. صرحت ألكسندر أن الفيلم، الذي يتناول قصة ملاكم من ألاباما متهم بالقتل، هو قصة خيالية مستوحاة من لقاء جمعها بملاكم في ألمانيا عندما كانت في التاسعة من عمرها. وقد تذكرت هذا التفاعل وكان أساسًا لفكرة الفيلم. تم تمويل الفيلم ذاتيًا من قبل ألكسندر بميزانية بلغت 35,000 دولار أمريكي، وتم تصويره في 5 أيام فقط.
في عام 2005، أخرجت ليكسي ألكسندر أول فيلم روائي طويل لها بعنوان Green Street، والذي يُعرف أيضًا بأسماء Green Street Hooligans أو Hooligans. قام ببطولة هذا الفيلم المستقل تشارلي هونام في دور مشجع كرة القدم بيت دونهام، وإيليجاه وود في دور مات باكنر، وكلير فورلاني في دور شانون، ومارك وارين في دور ستيف، وليو جريجوري في دور بوفر. وقد تم إنتاجه بواسطة جيجي بريتزكر وديبوراه ديل بريتي.
استلهمت ليكسي ألكسندر فيلمها Green Street Hooligans من تجربتها الشخصية في أثناء نشأتها ومشاهدتها لفريق كرة القدم الألماني المفضل لعائلتها، فالدوف مانهايم (Waldhof Mannheim)، مما أثار إعجابها بالرياضة ومشجعيها المتحمسين.مستوحاة من هذه التجربة، شاركت ألكسندر في كتابة سيناريو الفيلم مع دوغي بريمسون (Dougie Brimson)، وهو مشجع كرة قدم سابق تحول إلى كاتب، وجوشوا شيلوف (Joshua Shellov). استندت القصة إلى فكرة كتبتها ألكسندر وبريمسون عن نادي وست هام يونايتد (West Ham United) الإنجليزي.
صدر فيلم Green Street Hooligans في عام 2005، وحقق إنجازًا فريدًا في تاريخ مهرجان ساوث باي ساوث ويست (South by Southwest)، حيث كان الفيلم الثاني فقط الذي يفوز بجائزة لجنة التحكيم لأفضل فيلم روائي وجائزة الجمهور لأفضل فيلم روائي، بعد فيلم Sexless للمخرج أليكس هولدريدج (Alex Holdridge) في عام 2003.
في عام 2008، أخرجت ليكسي ألكسندر فيلم Punisher: War Zone، بطولة راي ستيفنسون في دور "المعاقب" (Punisher). كانت ألكسندر أول امرأة تقوم بإخراج فيلم مقتبس عن شخصية من عالم مارفل (Marvel)، وكان هذا أيضًا أول فيلم استوديو كبير لها. في وقت إصداره، اعتُبر الفيلم فشلاً تجاريًا ونقديًا. ومع ذلك، فقد أصبح الفيلم منذ ذلك الحين يعتبر من الكلاسيكيات الطائفية (cult classic). وكان الممثل الكوميدي باتون أوسوالت (Patton Oswalt) من أوائل المدافعين عن الفيلم.
تحدثت ليكسي ألكسندر بصراحة عن تجربتها مع فيلم Punisher: War Zone. ذكرت أن ميزانية الفيلم انخفضت بشكل كبير، ورغبة منها في العمل بفيلم استوديو، قبلت التعيين بأجر منخفض.
وأشارت إلى أنه أثناء مرحلة التسويق، كانت الميزانية منخفضة أيضًا، وأن تاريخ الإصدار في عيد الميلاد كان خطوة خاطئة في رأيها. كما ذكرت أنه نظرًا لأن الفيلم يطور قاعدة جماهيرية كبيرة، فقد تم اختيارها منذ ذلك الحين بشكل أساسي لنصوص تحتوي على مستويات شديدة من العنف، وهو ما تتجنبه لأنها "حساسة" بطبيعتها.
في عام 2010، قامت ليكسي ألكسندر بكتابة وإخراج فيلم Lifted، والذي تم تصويره في ولاية ألاباما الأمريكية، وتناول موضوعات تتعلق بـالمسيحية. الفيلم من بطولة داش ميهوك (Dash Mihok)، ونيكي أيكوكس (Nicki Aycox)، وأوريا شيلتون (Uriah Shelton). يحكي فيلم Lifted قصة الصعوبات التي يواجهها الابن بسبب نشر والده كجندي من مشاة البحرية في أفغانستان، ويتضمن الفيلم عروضًا موسيقية من شيلتون وميهوك.
 في عام 2012، أخرجت ليكسي ألكسندر حلقة لقناة BlackBoxTV الخاصة بـأنتوني زويكر (Anthony Zuiker) على يوتيوب، حملت عنوان "أسلوب التنفيذ".
في عام 2014، وبفضل تزايد مكانة ليكسي ألكسندر نتيجة لعملها الدعائي وتصريحاتها حول المساواة بين الجنسين في هوليوود عبر تويتر، تم تعيينها لإخراج مسلسل تلفزيوني.
وفي عام 2015، أخرجت ألكسندر حلقة من المسلسل التلفزيوني Arrow بعنوان "Beyond Redemption". وفي عام 2016، أخرجت حلقة من المسلسل التلفزيوني Supergirl بعنوان "Truth, Justice and the American Way". في نفس العام (2016)، أخرجت ألكسندر أيضًا حلقة من المسلسل التلفزيوني Limitless بعنوان "A Dog's Breakfast". وفي عام 2017، أخرجت حلقة من البرنامج التلفزيوني Taken بعنوان "Hail Mary".
في عام 2016، أُفيد أن ليكسي ألكسندر كانت ستخرج فيلمًا سيرة ذاتية بعنوان Crossface، يتناول حياة المصارع الكندي المحترفكريس بينوا (Chris Benoit). ومع ذلك، في يناير 2020، صرح ديفيد بينوا، نجل المصارع، بأن المشروع قد تم إلغاؤه.
في فبراير 2018، أُعلن أن ليكسي ألكسندر كانت تعمل على مسلسل تلفزيوني لشركة بلوم هاوس للإنتاج (Blumhouse Productions) بعنوان You Bury Me. وقد كان من المقرر أن يكون هذا المسلسل قصة حب مزقتها الحرب تدور أحداثها في العراق وسوريا وتركيا في العصر الحديث.
في يونيو 2018، تلقت ليكسي ألكسندر دعوة للانضمام إلى أكاديمية فنون وعلوم الصور المتحركة (Academy of Motion Picture Arts and Sciences).
تمتلك المخرجة ليكسي ألكسندر علاقة عمل طويلة الأمد مع فنان الدفاع عن النفس <b>بات جونسون</b>، الذي وظفته كمنسق حركات بهلوانية ومصمم رقصات منذ أن بدأت مسيرتها المهنية في الإخراج. كما أن ألكسندر من المعجبين بالمخرج السينمائيأوزان بالسي.

## المناصرة
في اوئل عام 2014، وفي حسابها على تويتر وفي منشور على مدونتها أعيد نشره ونوقش على نطاق واسع، ناقشت ألكسندر الافتقار إلى المخرجات في هوليوود ورفعت الستار عن الافتقار إلى التكافؤ بين الجنسين في صناعة الترفيه. كانت ألكسندر صريحة بشأن التمييز الجنسي في هوليوود وتحدثت مطولاً عن فرص الإخراج التي تقول إنها حُرمت منها بسبب جنسها. في مقابلة عام 2014، ذكرت أنها والمخرجة كاثرين هاردويك مُنعتا من عقد اجتماع لمناقشة إمكانية إخراج فيلم The Fighter ، حيث لم يكن المنتجون مهتمين بتعيين امرأة للإخراج. كانت ألكسندر صريحة بشأن التمييز الجنسي في هوليوود، وتحدثت بإسهاب عن فرص الإخراج التي تقول إنها حُرمت منها بسبب جنسها. في مقابلة عام 2014، ذكرت أنها والمخرجة كاثرين هاردويك مُنعتا من عقد اجتماع لمناقشة إمكانية إخراج فيلم The Fighter، حيث لم يكن المنتجون مهتمين بتعيين امرأة للإخراج.
عملت ليكسي ألكسندر على دعم تحقيق اتحاد الحريات المدنية الأمريكي (ACLU) في قضية التحيز الجنسي في ممارسات التوظيف، خاصة فيما يتعلق بالمخرجات. وقد ألقى هذا التحقيق نظرة نقدية على دور ن نقابة المخرجين الأمريكية(Directors Guild of America - DGA). على الرغم من أن خريجي مدارس السينما يحققون تكافؤًا بين الجنسين، إلا أنه بمجرد دخولهم الصناعة، تتراوح نسبة النساء اللاتي يتم توظيفهن من 8% في عام 2017 إلى أقل من 6% بشكل عام. في عام 2015، أدلت ألكسندر بشهادتها حول تجاربها كجزء من تحقيق أجرته لجنة تكافؤ فرص العمل (EEOC) بشأن ممارسات التوظيف في هوليوود.
صرحت المخرجة ليكسي ألكسندر بأنها تعارض مشاركة الملفاتغير القانونية، لكنها تدعم في المقابل نماذج مشاركة الملفات المبتكرة التي لا تستغلها الشركات الكبرى كما هو الحال في نماذج التوزيع الرقمية التقليدية.
وقد أدانت ألكسندر بشدة الإجراءات التي تتخذها صناعة الترفيه في هوليوود لمكافحة القرصنة، والتي تركز بشكل أساسي على التقاضي وممارسة الضغط، خاصة فيما يتعلق بـ الحظر الجغرافي. وقالت في هذا الصدد: "بصفتي ألمانية مقيمة في الولايات المتحدة، يصعب عليّ الحصول على الأخبار الألمانية، وفي ألمانيا يصعب عليّ مشاهدة البرامج الأمريكية."
وأضافت أنها لا توافق على الملايين التي تنفقها هوليوود على جهود مكافحة القرصنة، ولا على الثروة التي "يملأ بها كيم دوتكوم جيوبه الخاصة". تعتقد ألكسندر أنه من الأفضل إنفاق الأموال التي تستخدمها جمعية الفيلم الأمريكي (MPAA) على تحسين التنوع ونماذج التوزيع الأكثر عدالة. ومع ذلك، فهي تدعم بيتر سوندي فيما يتعلق بمحاكمة The Pirate Bay ومفهوم والاستخدام العادل.

## الحياة الشخصية
لا تزال ليكسي ألكسندر تمتلك مسامير معدنية في ركبتيها، وهذا يعود إلى إصابات تعرضت لها عندما كانت تمارس رياضة الكيك بوكسينغ.
اعتبارًا من عام 2017، كان ألكساندر يمارس تقنية فنون الدفاع عن النفس الروسية المسماة Systema.

## فيلموغرافيا

### فيلم
| السنه | عنوان                                                        | مخرج | الكاتب | منتج | ممثل |
| ----- | ------------------------------------------------------------ | ---- | ------ | ---- | ---- |
| 1997  | الهدف التنفيذي(Executive Target)                             | لا   | لا     | لا   | لا   |
| 2001  | إبريق مثالي (Pitcher Perfect)                                | نعم  | لا     | لا   | لا   |
| 2002  | دليل على كذبة (Fool Proof)                                   | نعم  | لا     | لا   | لا   |
| 2002  | جوني فلينتون (Johnny Flynton)                                | نعم  | لا     | لا   | لا   |
| 2005  | مشجعو جرين ستريت(Green Street Hooligans)                     | نعم  | نعم    | نعم  | لا   |
| 2005  | ويلمان (Wheelman)                                            | لا   | لا     | نعم  | لا   |
| 2008  | المعاقب: منطقة الحرب (Punisher: War Zone)                    | نعم  | لا     | لا   | لا   |
| 2009  | شارع جرين 2: دافع عن أرضك(Green Street 2: Stand Your Ground) | لا   | نعم    | نعم  | لا   |
| 2010  | مرفوع (Lifted)                                               | نعم  | نعم    | نعم  | نعم  |
| 2025  | السيادة المطلقة (Absolute Dominion)                          | نعم  | نعم    | نعم  | لا   |

### تلفزيون
| السنه | العنوان                                              | مخرج | الكاتب | منتج | ممثل | الملاحظه                                           |
| ----- | ---------------------------------------------------- | ---- | ------ | ---- | ---- | -------------------------------------------------- |
| 1997  | Boy Meets World (الصبي يلتقي العالم)                 | لا   | لا     | لا   | نعم  | الدور: سونيا بليد الحلقة: "آخر تانغو في فيلادلفيا" |
| 2012  | BlackBoxTV                                           | نعم  | لا     | لا   | لا   | الحلقة: "AEZP: أسلوب التنفيذ"                      |
| 2015  | Arrow (سهم)                                          | نعم  | لا     | لا   | لا   | الحلقة: "ما وراء الفداء"                           |
| 2016  | Supergirl (الفتاة الخارقة)                           | نعم  | لا     | لا   | لا   | الحلقة: "ما وراء الفداء"                           |
| 2016  | Limitless (لا حدود لها)                              | نعم  | لا     | لا   | لا   | الحلقة: "فطور الكلب"                               |
| 2016  | American Gothic (القوطية الأمريكية)                  | نعم  | لا     | لا   | لا   | الحلقة: "الأرواح المتقاربة"                        |
| 2017  | Taken (مأخوذ)                                        | نعم  | لا     | لا   | لا   | الحلقة: "السلام عليك يا مريم"                      |
| 2017  | How to Get Away with Murder (كيفية الإفلات من القتل) | نعم  | لا     | لا   | لا   | الحلقة: "أنا أحبها"                                |
| 2018  | S.W.A.T.                                             | نعم  | لا     | لا   | لا   | الحلقة: "يوم عطلة"                                 |
| 2019  | L.A.'s Finest (أفضل ما في لوس أنجلوس)                | نعم  | لا     | لا   | لا   | الحلقة: "اللص"                                     |
| TBA   | You Bury Me (أنت تدفنني)                             | لا   | نعم    | نعم  | لا   | ما قبل الإنتاج                                     |

### أعمال مثيرة
- 1997: باتمان وروبن [8]

## الجوائز والترشيحات
- 1994: سلاح مشاة البحرية الأمريكي ، جائزة الخدمة المتميزة للخدمة المتميزة والأداء المثالي للواجب، مدرب ومستشار لطاقم تدريب القتال القريب في مشاة البحرية [55]
- 2003: جائزة الأوسكار لأفضل فيلم قصير حي (مرشح) عن فيلم جوني فلينتون – مع ألكسندر بونو [56]
- 2005: مهرجان SXSW السينمائي ، جائزة لجنة التحكيم لأفضل فيلم روائي طويل عن فيلم Green Street Hooligans [57][58]
- 2005: مهرجان SXSW السينمائي ، جائزة الجمهور، فيلم روائي طويل عن فيلم Green Street Hooligans [16][17]

## كتابات مختارة
- Alexander، Lexi (14 يناير 2014). "An Oscar-Nominated Director Gets Real About How Women Are Treated in Hollywood". إندي واير. مؤرشف من الأصل في 2018-11-26.
- Alexander، Lexi (29 يوليو 2014). "My Hell is for Hyphenates podcast about Euzhan Palcy". Lexi-Alexander.com. مؤرشف من الأصل في 2025-01-17.
- Alexander، Lexi (4 يناير 2016). "Crosspost: The Difficulties of Juggling Diversity Activism and a Directing Career in Hollywood". إندي واير. مؤرشف من الأصل في 2018-07-03.
- Alexander, Lexi (15 Jan 2016). "Make More Women and Minorities Members of the Motion Picture Academy". نيويورك تايمز (بالإنجليزية). Archived from the original on 2023-12-23.
- Alexander، Lexi (7 يونيو 2018). "What time is it, Hollywood? Those whisper campaigns where you can anonymously ruin someone's Hollywood career forever need to stop. Now". The Tempest. مؤرشف من الأصل في 2023-05-28.

## روابط خارجية
- ليكسي ألكسندر في قاعدة بيانات الأفلام على الإنترنت
- ليكسي ألكسندر في تيرنر كلاسيك موفيز
- Lexi Alexander at TorrentFreak.com